# NGC 2290
NGC 2290 је спирална галаксија у сазвежђу Близанци која се налази на NGC листи објеката дубоког неба.
Деклинација објекта је + 33° 26' 17" а ректасцензија 6h 50m 56,9s. Привидна величина (магнитуда) објекта NGC 2290 износи 13,3 а фотографска магнитуда 14,2. NGC 2290 је још познат и под ознакама UGC 3562, MCG 6-15-12, CGCG 175-19, PGC 19718.